# 関淳
関 淳（せき きよし、1932年2月8日 - ）は、日本の実業家で松下政経塾長を務めた。新潟県魚沼市出身。

## 経歴
- 1932年（昭和7年）- 2月8日、新潟県魚沼市出身。
- 1950年（昭和25年）- 3月、新潟県立小千谷高等学校卒業。
- 1953年（昭和28年）- 3月、早稲田大学第一法学部卒業。
  - 4月、松下電器貿易株式会社に入社。
- 1980年（昭和55年）-　12月、取締役に就任。
- 1981年（昭和56年）-　7月、ブラジルナショナルに出向、代表取締役社長に就任。
- 1984年（昭和59年）-　12月、アメリカ松下電器株式会社に出向、代表取締役社長に就任。
  - 12月、松下電器貿易株式会社常務取締役に就任。
- 1985年（昭和60年）-　2月、松下電器産業株式会社取締役に就任
- 1986年（昭和61年）-　12月、代表取締役社長に就任。
- 1988年（昭和63年）-　4月、松下電器産業株式会社代表取締役常務に就任。
- 1994年（平成6年）-　6月、代表取締役専務に就任。
- 1996年（平成8年）-　6月、顧問に就任。
- 1998年（平成10年）-　4月、財団法人国際高等研究所専務理事に就任。
- 2000年（平成12年）-　4月、財団法人松下政経塾副理事長に就任。
- 2001年（平成13年）-　6月、塾長に就任。
- 2008年（平成20年）-　顧問に就任。